# لورنزو دابونتي
لورنزو دابونتي (1749 - 1838)، شاعر إيطالى. عمل على نشر الثقافة الإيطالية في الولايات المتحدة. قضى جانبا من حياته في درسدن وفيينا ولندن ثم ذهب إلى نيويورك، حيث عين أستاذا للغة الإيطالية وآدابها بجامعة كولومبيا. نجح 1833 في إنشاء دار الأوبرا الإيطالية في نيويورك حيث عرضت 18 أوبرا. قضى أيامه الأخيرة في عوز وتخلى عنه كثير من تلاميذه.

## روابط خارجية
- لورنزو دابونتي على موقع IMDb (الإنجليزية)
- لورنزو دابونتي على موقع الموسوعة البريطانية (الإنجليزية)
- لورنزو دابونتي على موقع ألو سيني (الفرنسية)
- لورنزو دابونتي على موقع ميوزك برينز (الإنجليزية)
- لورنزو دابونتي على موقع أول موفي (الإنجليزية)
- لورنزو دابونتي على موقع قاعدة بيانات الأفلام السويدية (السويدية)
- لورنزو دابونتي على موقع ديسكوغز (الإنجليزية)
- لورنزو دابونتي على موقع قاعدة بيانات الفيلم (الإنجليزية)
- لورنزو دابونتي على موقع كينوبويسك (الروسية)